# Великая железнодорожная стачка 1877 года
Великая железнодорожная стачка 1877 года (англ. The Great Railroad Strike of 1877), в некоторых источниках называется Великим восстанием (англ. Great Upheaval), началась 14 июля в Мартинсберге в Западной Вирджинии после того, как руководство железнодорожной компании Baltimore and Ohio Railroad (B&O) урезало зарплаты третий раз за год в связи с экономическим кризисом. Стачка закончилась 52 дня спустя, будучи подавлена неофициальными вооружёнными отрядами, Национальной гвардией и федеральными войсками. Железнодорожные рабочие во многих других городах поддержали стачку. Всего по всей стране было убито около 100 человек. В Мартинсберге, Питтсбурге, Филадельфии и других городах рабочие уничтожали имущество железнодорожных компаний.

## Предыстория стачки
В течение трёх лет, предшествовавших стачке, заработок железнодорожных рабочих компании Baltimore and Ohio Railroad уменьшился на 50 %. в общем и целом, их заработок сократился на 30 %, чем у рабочих в других железнодорожных компаниях. Эти рабочие были почти самими нищими в США, поскольку беднее их были рабочие Нью-Йоркской центральной линии.
Зарплата кочегаров компании сократилась с 1873 года по 1877 с 55$ до 33$. Зарплата тормозных кондукторов за тот же период времени упала с 70$ до 30$. зарплата проводников данной компании уменьшилась с 90$ до 50$. Все эти категории рабочих беспощадно эксплуатировались хозяевами: они терпели издевательства надсмотрщиков; их рабочий день был достаточно длительными. Более того, многие работники брали сверхурочные.
11 июля 1877 года было объявлено, что рабочим будут платить 90 центов в день. Кочегары и тормозные кондукторы, узнав эту новость, заявили, что им придётся «воровать или голодать» в данном случае. 15 июля 1877 года газета the Sun опубликовала отчёт хозяина компани Гаррета, который утверждал, что прибыль компании является удовлетворительной. На следующей день та же газета опубликовала следующее заявление владельца компании Baltimore and Ohio Railroad: Гаррет объявил о 10-процентном сокращении зарплат всех категорий рабочих, отметив, что он надеется. что все осознают, что сокращение расходов является необходимостью.

## Ход стачки
Забастовка началась на железнодорожном узле Камден, который располагался в двух милях от Балтимора. Данный железнодорожный узел связывал Балтимор с Вашингтоном. Незадолго до обеда 16 июля 1877 года кочегары 32-го локомотива прекратили работу, покинув поезд. Однако агенты компании сумели нанять штрейкбрехеров. Стачечники решили остаться в районе Камдена, чтобы убедить других кочегаров приостановить работу. В район стачки вызвали полицию под предводительством майора Фердинанда Латроба, который арестовал трёх стачечников за организацию мятежа. Однако в дальнейшем обвинение признали смехотворным, и отложили судебное разбирательство.
Вечером 16 июля к стачке присоединился Мартинбург. В Мартинбурге практически все железнодорожные рабочие были членами местного профсоюза, и общественное мнение было целиком и полностью на стороне стачечников. 16 июля более двадцати мартинбургских кочегаров расцепили вагоны, пригнали их в депо, заявив начальству, что ни один поезд не покинет Мартинбкрг до тех пор, пока зарплату не повысят. Шатт, мэр Мартинбург, имеющие тесные контакты с компанией, приказал арестовать стачечников, но ему не дали этого сделать, поскольку общественное мнение было на стороне бастующих рабочих. Затем Шатт попытался восстановить железнодорожное сообщение, наняв штрейкбрехеров, но у него ничего не вышло.
К утру тормозные кондукторы присоединились к стачке, остановив грузоперевозки. Однако пассажирские перевозки не были ими остановлены. В Мартинбурге собственность компании не подверглась порче или уничтожению, и никаких проявлений мятежа не было. Несмотря на отсутствие признаков мятежа, Джон Кинг, вице-президент компании, заявил Генри Мэтьюзу, губернатору Западной Виржинии, что в Мартинбурге организован погром, которые местные власти не в силах остановить.
Джон Кинг, вице-президент, встретился с Джон Ли Кэрроллом 16 июля, чтобы обсудить сложившееся положение. Губернатор заявил Кингу, что не видит смысла в применении армии. Однако уже 17 июля 38 машинистов присоединились к стачке, а вечером того же дня 800 членов местного профсоюза пильщиков и коробочников забастовали, чтобы поддержать железнодорожников. Увеличение числа стачечников не затронула пассажирские поезде, и пятнадцать зафрахтованных поезда двигались по линии в три конвоя.
Мэтьюз выслал роту ополченцев, состоящую преимущественно из железнодорожников-добровольцев, для охраны собственности. Рота под командованием полковника Фолкнера была направлена в Мартинбург по просьбе Кинга.
Некий штрейкбрехер в сговоре с ополченцами пытался вывести паровоз с грузом со сортировочной станции. Ему пытался помешать стачечник Уильям Уандергрифф, однако ополченцы выстрелили три раза в него, раздробив его левую руку. В тот же день у него отняли руку, а через девять дней он скончался, оставив беременную жену без средств к существованию. Вскоре штрейкбрехер сбежал, а его место никто не занял.
Полковник Фолкнер сообщил губернатору Западной Вирджинии, что он ничего не может поделать со своей ротой. Вскоре ополченцы были уволены из-за отказа подчиняться полковнику.
Тем временем Гаретт давил на губернатора Мэтьюза. Гаретт добивался применения вооруженных сил с санкции президента США. Мэтьюз заявил, что не нужно задействовать федеральные войска до тех пор, пока есть возможность подавить забастовку вооруженными силами штата.

### Первоисточники
- «The Great Strike», Harper's Weekly, August 11, 1877. (Catskill Archive)
- «The B&O Railroad Strike of 1877.» The Statesman (Martinsburg, WV), July 24, 1877. (West Virginia Division of Culture and History)
- "Report of the Railroad Riots in July 1877". — Lane S. Hart State Printer], 1878. online